# Dakhadayevsky (huyện)
Huyện Dakhadayevsky (tiếng Nga: ? райо́н) là một huyện hành chính tự quản (raion), của Dagestan, Nga. Huyện có diện tích 758 kilômét vuông, dân số thời điểm ngày 1 tháng 1 năm 2000 là 32400 người. Trung tâm của huyện đóng ở Urkarakh.